# Gudauta
Gudauta este un oraș în Georgia, centru administrativ al raionului omonim din republica secesionistă Abhazia. În perioada sovietică Gudauta era una din cele mai căutate stațiuni de pe coasta georgiană a Mării Negre.